# ناحیه والنات، شهرستان بورا، ایلینوی
ناحیه والنات، شهرستان بورا، ایلینوی (به انگلیسی: Walnut Township) یک منطقهٔ مسکونی در ایالات متحده آمریکا است که در شهرستان بورا، ایلینوی واقع شده‌است. ناحیه والنات ۱٬۷۵۲ نفر جمعیت دارد و ۲۳۵ متر بالاتر از سطح دریا واقع شده‌است.